# Dee (Gal·les)
|  | Per a altres significats, vegeu «Dee». |

El Dee (pronunciat /diː/) és un riu que passa per territori de Gal·les i en part per territori d'Anglaterra, fent en algun tram de frontera entre ambdós països. Neix a la regió de Snowdonia, a Gal·les i desemboca a la mar d'Irlanda formant un estuari amb Gal·les al sud i la península de Wirral (Anglaterra) al nord.

## El nom
Aquest riu va servir antigament per marcar la frontera de Gwynedd, probablement des de la seva fundació al segle v. Quan els romans es van establir a la zona al segle viii li deien Deva Fluvius. Apareix escrit en un document del segle xiii amb la forma flumen Dubr Duiu; un nom que potser derivi de la paraula britona deva voldria dir «riu de la deessa» o «riu sagrat». Actualment els anglesos li diuen Dee i els gal·lesos Afon Dyfrdwy.

## La conca hidrogràfica
La conca hidrogràfica del Dee abans d'arribar a la presa de Chester és de 1.816,8 km². S'estima que les precipitacions anuals en aquesta zona és de 640 mil·límetres, que aporten un cabal mitjà de 37 m³/s. Hi ha tres embassaments que retenen aigua en aquesta conca:
- Bala Lake (Llyn Tegid) - 400 acres (1,6 km²)
- Llyn Brenig - 370 acres (1,5 km²)
- Llyn Celyn - 325 acres (1,32 km²)

## Recorregut

### Curs natural
El riu Dee neix en una muntanya anomenada Dduallt, a prop del municipi de Llanuwchllyn, en la regió muntanyenca de Snowdonia, en la comarca de Meirionydd, al comtat Gwynedd, al país de Gal·les. Entre el seu naixement i el llac Bala el riu és conegut pel seu nom en gaèlic Afon Dyfrdwy. La llegenda diu que les aigües del riu passen pel llac Bala i en surten sense haver-se'n mesclat amb les del llac. Després d'abandonar el municipi de Bala, el riu rep les aigües d'un afluent, l'Afon Tryweryn i passa per les comportes de Bala, que formen part del sistema e regulació del Dee per controlar les inundacions.

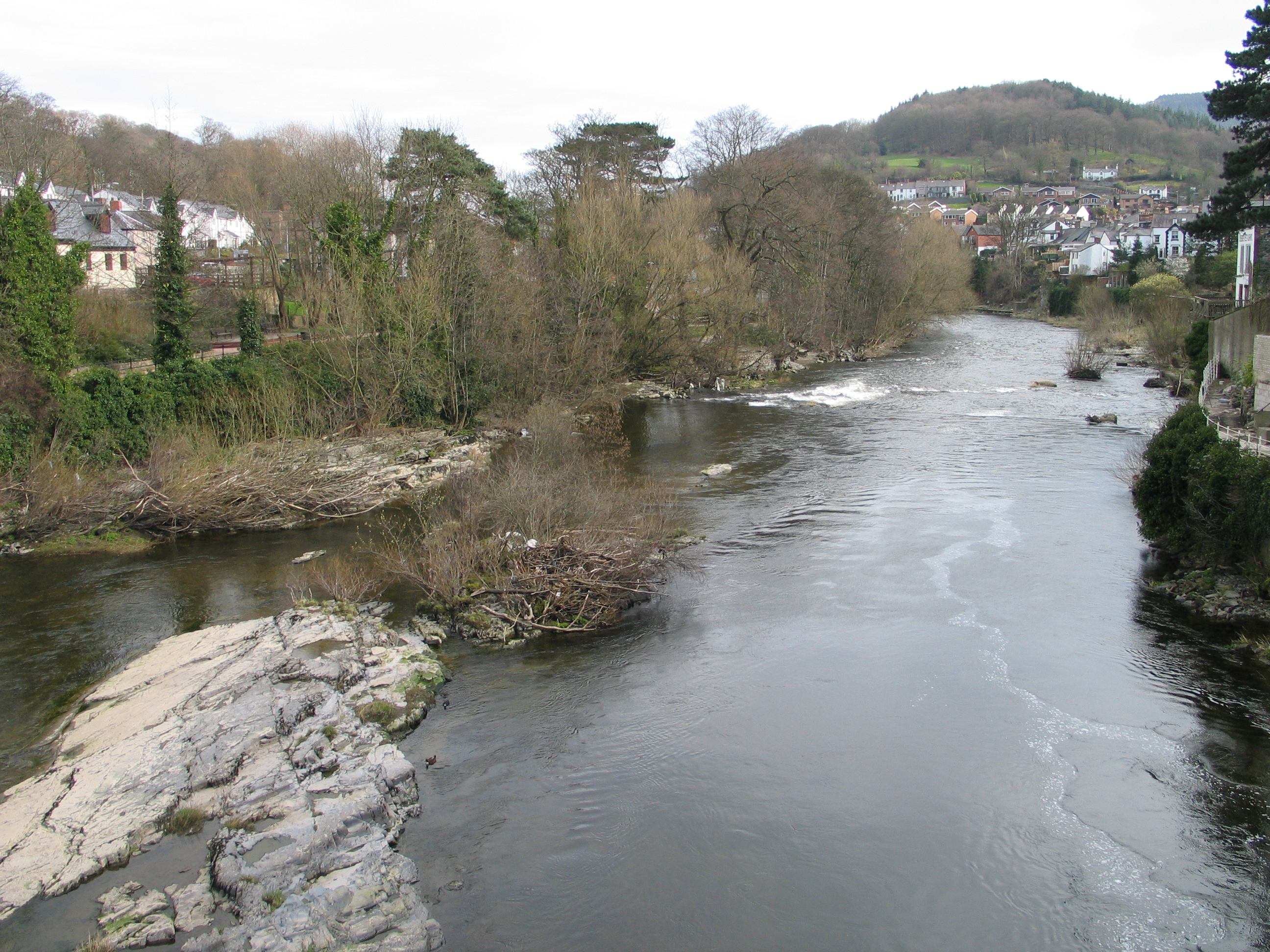
Passant pel Llangollen

Vorejant el municipi de Llanfor, el riu segueix el seu curs per Llandderfel i passa pel pont Fawr, catalogat com a patrimoni històric de grau II. El riu pren la direcció est-sud-est per la vall d'Edeyrnion, la mateixa que la carretera B4401 que va de Bala a Cynwyd. En sortir de Gwynedd passa pel comtat de Denbighshire i passa per sota d'altres ponts històrics a Llandrillo i Cynwyd abans d'arribar a la ciutat de Corwen. Des d'aquí s'adreça cap a una fortalesa de l'edat del ferro Caer Drewyn i entra en una vall amb boscos entre els turons de Clwydian Range. Llavors passa per Carrog, Glyndyfrdwy i Llantysilio, amb la línia del ferrocarril Llangollen-Corwen al costat. A prop de l'estació de Berwyn passa per un salt d'aigua artificial anomenat Horseshoe Falls, però abans d'agafar velocitat passa per davant de l'hotel Chain Bridge i el seu històric pont de vianants. aquest es va construir el 1814, i va ser reconstruït per Henry Robertson el 1870, va estar considerat una meravella en el disseny de pont penjant. L'any 1928 el pont es va fer malbé per una crescuda del riu i es va refer.

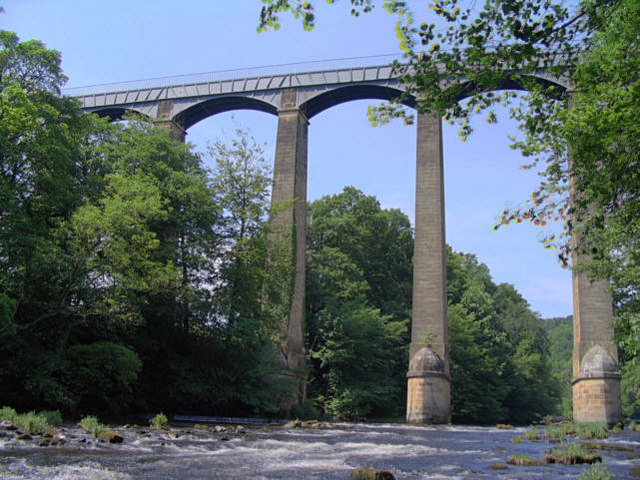
El Dee per sota de Telford's Pontcysyllte Aqueduct de 37 m d'alçada.

Després el curs del riu segueix per Llangollen i passa per sota d'un pont del segle xvi, catalogat com a grau I, considerat una de les set meravelles de Gal·les. Tot seguit segueix cap a l'est, generalment vorejant els afloraments del paisatge càrstic de la zona: Eglwyseg Rocks i Creigiau Eglwyseg. Amb vistes al riu estan les ruïnes del castell Dinas Brân, abandonat el 1282 per John de Warenne, 6è comte de Surrey. El riu passa després per Wrexham, Trevor i per sot de l'aqüeducte Telford's Pontcysyllte Aqueduct, construït el 1805 per transportar el canal de Llangollen. A menys d'una milla després passa per sota pel viaducte del ferrocarril Cefn Mawr, construït el 1848 per Thomas Brassey. Més enllà el Dee marca la frontera entre Wrexham, a Gal·les, i Shropshire a l'oest dels Midlands, a Anglaterra. Passat Chirk i la confluència amb el riu Ceiriog, comença a formar suaus meandres a l'inici de la plana de Cheshire. El riu continua per Erbistock, en la banda de Gal·les, a la vora d'una curiosa construcció del segle V anomenada Wat's Dyke, en la banda anglesa. Després segueix completament per territori anglès, on es troba amb el pont d'Overton. A un parell de milles riu avall està el municipi de Bangor-on-Dee, famós pel seu hipòdrom. A Worthenbury es troba amb el riu Clywedog. En aquest put la frontera entre Wrexham i Cheshire segueix el curs del riu. Passa per Crewe, i per sota del pont de Holt del segle xiv .
Un dels principals tributaris del Dee, el riu Alyn (Afon Alun) es troba amb ell al nord de Holt. Aquest afluent de vegades va per sota terra i aparenta sec però li aporta 600 l/s al dia. Després que el Dee voreja la zona de carbonífers de Cheshire, gira abruptament vers el nord i fa un meandre abans d'entrar a Chester. Aquest llarg tram del riu disminueix una mica en alçada. La terra fèrtil contigua té moltes restes d'antigues mines de carbó abandonades i terrenys argilosos amb pous profunds que es feien servir per fabricar maons o teules. Alguns d'aquests pous estan sent utilitzats ara com a abocadors de residus domèstics i comercials.
En arribar a Churton i Aldford, el riu passa completament per territori anglès i creua el parc d'una finca anomenada Eaton Hall, que pertany al duc de Westminster. Llavors travessa Eccleston i per sota de l'autovia A55, cap al nord, passant per la via romana d'Eaton i pels suburbis de Chester (Huntington i Handbridge) fins a arribar al centre d'aquesta ciutat i travessa el parc Queen's Park, on la vora del riu és un passeig amb bancs i vaixells d'esbarjo. Hi ha quatre ponts a Chester que el travessen: el primer és el Queen's Park Suspension Bridge, que és l'únic exclusivament per a vianants; el segon l'Old Dee Bridge, per a vehicles que data aproximadament de l'any 1387, en substitució d'un de fusta que hi havia anteriorment; el tercer es diu Grosvenor Bridge i el quart és el Dee Bridge.

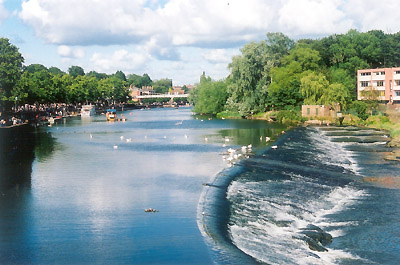
El pantà de Chester

Passat Old Dee Bridge està el pantà de Chester, que va ser construït per ordre d'Hugh d'Avranches per donar força als seus molins. Al llarg dels anys s'ha fet servir per a molins de fer farina, de batanar pells, fer agulles i finalment el 1911 per generar electricitat i per a bombar aigua el 1951. Encara que el primer mecanisme per a bombar aigua es va instal·lar el 1600, obra de John Tyrer, que portava aigua fins a una torre quadrada situada al costat de Bridgegate, en la ciutat, però va ser destruïda durant la guerra civil i es va substituir per una torre octogonal el 1690 que va romandre fins que al segle xviii es va canviar per una arcada. En aquest pantà hi ha un pas de peix perquè els salmons puguin remuntar a desovar i una resclosa que regula el nivell d'aigua per permetre la navegació en primavera.
Després d'aquest pont ve el de Grosvenor Bridge, dissenyat per Thomas Harrison, que fou inaugurat el 1833 per descongestionar l'Old Dee Bridge, massa transitat. A l'altra banda està l'hipòdrom de Chester, anomenat Roodee. En aquesta zona hi havia un port en època romana i era l'inici de l'estuari, però la colmatació i la construcció del pantà van reduir la fondària i ja no va ser possible fer arribar vaixells de la mar. Una creu de pedra que hi ha al Roodee té marques de quan hi havia onades. El darrer pont d'aquesta ciutat és un pont per al pas del ferrocarril, on va haver-hi un greu accident l'any 1847 i es va haver de refer.

### Tram artificial

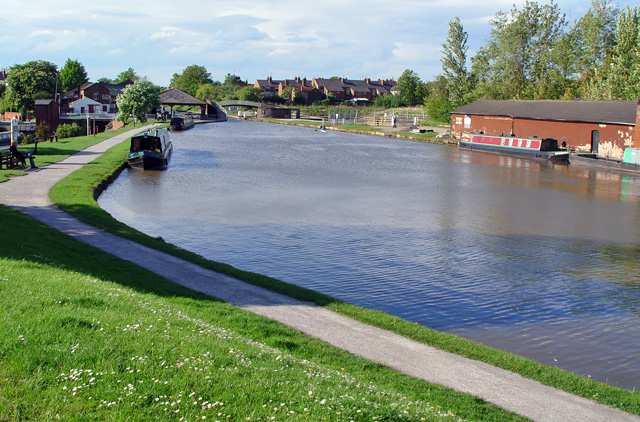
El canal de Chester

A partir d'aquí hi ha una canalització artificial que es va fer entre el 1732 i el 1736. L'obra es va planificar per enginyers holandesos i pagada pels mercaders de Chester i l'ajuntament. L'objectiu era millorar la navegabilitat i reduir l'acumulació de reble en el llit del riu. Els negocis relacionats amb el comerç havien davallat perquè ja no arribaven vaixells d'ultramar. Després de quatre anys de treballs, el riu es va desviar del seu meandre natural que passava per Blacon, Saughall, Shotwick Castle, Burton i Parkgate fins a arribar a la costa oest de Wirral. El nou recorregut amb la canalització el porta directament a la costa de Gal·les. En aquesta època, els municipis de Sealand i Shotton van ser reclamats com a part de l'estuari i les reclamacions van continuar fins al 1916. El curs natural es pot endevinar seguint amb la mirada els bancals i promontoris de la costa oriental de la península de Wirral.
El canal té uns 8 km de línia recta i a la banda oest està l'aeroport Hawarden i la factoria d'avions Airbus. En la zona industrial que segueix anomenada Deeside hi ha quatre ponts, els dos primers són adjacents al municipi de Queensferry: el segon, anomenat New Jubilee Bridge és basculant i es va fer el 1926. El tercer i més recent està al municipi e Connah's Quay, s'anomena Flintshire Bridge i és un pont atirantat que es va inaugurar el 1999. Entre el segon i el tercer pont hi havia un per al pas del ferrocarril que actualment està tancat.

### L'estuari del Dee

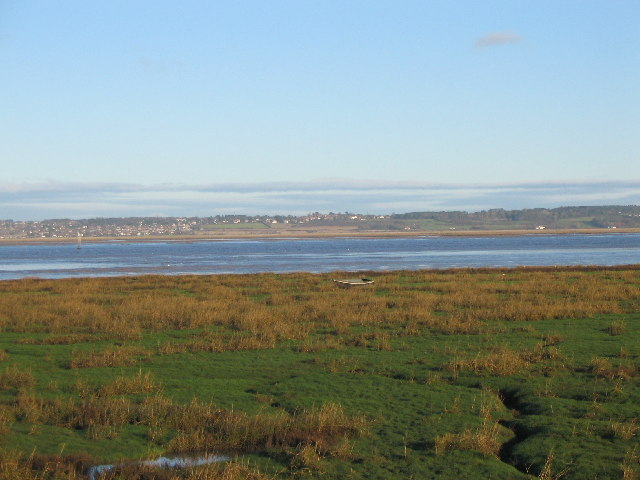
Estuari del Dee

Més enllà de Connah's Quay s'inicia l'estuari format per la costa nord de Gal·les i la costa oest de la península de Wirral. les ciutats d'aquesta costa són: Flint, Holywell i Mostyn en la part gal·lesa i Neston, Parkgate, Heswall, West Kirby i Hoylake en la banda de Wirral. Al sud de Bagillt i Parkgate l'estuari i forma la frontera administrativa entre Flintshire al nord-est de Gal·les i Cheshire. Al nord delimita el districte metropolità de Wirral. L'estuari es va ampliant fins a penetrar en la mar d'Irlanda al costat de la badia de Liverpool. L'illa de Hilbre, part de Wirral, talla el pas del riu a banda i banda. Les aigües del Dee es troben en aquest punt amb les del riu Mersey i el Ribble, fet que causa una baixada en la salinitat de l'aigua i fa augmentar la sedimentació.
Aquest estuari és de gran importància per als ocells i ha estat nomenat Indret d'Especial Interès Científic i segons la convenció Ramsar ha d'estar protegit. La gran acumulació de llims que queden exposades durant les marees baixes fan el lloc molt atractiu per niuar i alimentar-se els ocells.
L'estuari del Dee es va originar duran el Triàsic, quan el gel acumulat durant diverses glaciacions es va obrir pas cap a la mar per terres toves de carbonífer i sorrals.

## Aprofitament
Una part de les aigües del Dee es fan servir per irrigar camps de conreu durant l'estiu, una altra es fa servir per a la indústria. Concretament l'existència a la zona de mines de carbó s'ha fet servir com a font d'energia per fabricar productes químics, els quals tenen com a component l'aigua del riu. Més avall de Chester s'aprofita l'aigua per refrigeració de la central elèctrica de gas que hi ha al moll de Connah. També es xucla per aigua a la fàbrica de paper i la central elèctrica de Shotton.
Al Dee es practica el piragüisme i la pesca amb canya.